# Nurmen lintu – Ängens fågel
Ängens fågel: visor och låtar i Norrbottens finnbygder 1677–1984 (finska: Nurmen lintu: lauluja ja tansikappalheita Pohjoisruottin suomiseutuissa) är en bok av Hasse Alatalo, utgiven 2004.
Boken innehåller 152 visor och låtar insamlade, noterade, kommenterade, och översatta till svenska av Hasse Alatalo. Boken är ett resultat av Alatalos inventering av folkmusik i Tornedalen. I mitten av 1970-talet var folkmusikgruppen Norrlåtar, i vilken Alatalo ingick, inblandade i Projekt Älvdal som dokumenterade norrbottnisk folkmusik. Tillsammans med Magnus Sjögren från Norrlåtar reste Alatalo omkring i Tornedalen och spelade in människor som sjöng och spelade äldre folkmusik. Korta presentationer av dessa traditionsbärare finns med i boken. Efteråt har Alatalo fortsatt inventeringen av folkmusiken på egen hand. Alla visor i boken är nedtecknade på antingen tornedalsfinska eller riksfinska, utom en som har text på kalixmål. Med boken följer en CD med fältinspelningar.
Boken är illustrerad med nutida bilder fotograferade av bokens bildredaktör Anders Alm, och äldre bilder, de flesta fotograferade av Samuli Paulaharju.
Utöver Alatalos egna nedteckningar innehåller boken några sånger som var nedtecknade och kända sedan tidigare. Den äldsta är bonden Antti Keksis kväde om den våldsamma islossningen i Torne älv år 1677. Keksis kväde är liksom flera andra sånger i boken diktat på kalevalameter, som bygger på alitteration istället för rim och går i femtakt.
Hasse Alatalo fick tidningen Norrländska Socialdemokratens kulturpris 2004 för sitt arbete med att dokumentera och föra ut folkmusiken i Norrbotten. 2009 belönades han med Norrbottens läns landstings heders- och förtjänststipendium.
Otto Arthur Lampa (Aaron Ture; 1908–1992) från Kainulasjärvi var en av traditionsbärarna. Han återgav många visor antingen a cappella, exempelvis "Titaanikkin Laulu", en sång om Titanics förlisning i 52 verser, eller på dragspel, däribland egna kompositioner samt lokalt utvecklad musik. Aaron Ture var i sin ungdom en av traktens spelemän men blev av religiösa hänsyn i samband med sitt andra gifte förbjuden att utöva musik. Vid tillfället för inspelningarna övertalades Aaron Ture, då änkling, att återuppta musiken, vilket han klarade utmärkt utan nedskrivna noter, anteckningar eller övning trots ett över trettioårigt uppehåll.